# Francisco Galindo
Francisco Galindo (Valladolid, c. 1670 - Mondoñedo, 20 de noviembre de 1724) fue un compositor y maestro de capilla español.

## Vida
Francisco Galindo nació en Valladolid, hacia 1670. Su formación musical la recibió desde joven en la Catedral de Segovia, donde fue infante del coro y estudiaría con los maestros Miguel de Irízar, Juan Bonet de Paredes y José Martínez de Arce. A finales de febrero de 1690 se encontraba en Madrid, dónde residía con Juan Bonet de Paredes, que en ese momento era maestro de capilla del Real Monasterio de la Encarnación.
En mayo de 1694 Matías García Benayas, maestro de capilla de la Catedral de Mondoñedo, se despidió del cabildo para ocupar el mismo cargo en la Catedral de Tuy, dando como excusa cuestiones de salud. El cargo quedaba vacante, por lo que el cabildo organizó unas oposiciones que presidiría el predecesor en el cargo, García Benayas. Francisco Galindo resultaría el ganador, a pesar de algunos reparos de García Benayas, y el 9 de julio de 1694 fue nombrado para el magisterio, con la condición de que en lo siguiente no opositase ni en Tuy, ni en Orense.
Galindo dirigiría la capilla de música de la Catedral de Mondoñedo durante treinta años, hasta su fallecimiento 20 de noviembre de 1724.

## Obra
Se conservan unas pocas obras de Galindo:
- Misas: 
  - Misa y oficio de difuntos a ocho voces y órgano;
  - Vísperas a ocho voces, violoncelo y órgano;
- Lamentaciones: Misericordia Domini a cuatro voces, violoncelo y arpa.
- Alma redeptoris y cuatro voces.
- Ecce sacerdos magnus a cuatro voces.
- Memento homo a cuatro voces.
- Regina coeli a cuatro voces.